# Stazione di Poitiers
La stazione di Poitiers (in francese Gare de Poitiers) è la principale stazione ferroviaria di Poitiers, Francia.